# Tybaertiella peniculifera
Tybaertiella peniculifera là một loài nhện trong họ Linyphiidae.
Loài này thuộc chi Tybaertiella. Tybaertiella peniculifera được Rudy Jocqué miêu tả năm 1979.